# Pumanque
Pumanque ist eine Gemeinde in der Provinz Colchagua in der Región del Libertador General Bernardo O’Higgins in Chile. Bei der Volkszählung im Jahr 2017 hatte sie 3421 Einwohner. Die Gemeinde erstreckt sich über eine Fläche von 440,9 km².
Am 17. Januar 2017 um 16:30 Uhr begann ein großer Waldbrand, der im Ort Nilahue Baraona der Gemeinde ausbrach und 50.000 Hektar betraf. Mehr als 30 Familien sind direkte Opfer, während die indirekt Betroffenen, deren Eigentum und Tiere verbrannt wurden, mehr als ein Drittel der Bevölkerung der Gemeinde ausmachen. Das Feuer beschädigte mehr als 60 % des Gemeindegebiets und breitete sich auf die Nachbargemeinden Peralillo, Marchigüe, Pichilemu, La Estrella und Litueche aus.

## Bevölkerung
Laut der Volkszählung des Nationalen Statistikinstituts von 2002 hatte Pumanque 3442 Einwohner (1793 Männer und 1649 Frauen), was die Gemeinde zu einem rein ländlichen Gebiet macht. Die Bevölkerung ging zwischen den Volkszählungen von 1992 und 2002 um 8,8 % (331 Personen) zurück. Im Jahr 2017 zählte man 3421 Personen.